# Coelogyne ovalis
Coelogyne ovalis är en orkidéart som beskrevs av John Lindley.
Coelogyne ovalis ingår i släktet Coelogyne och familjen orkidéer. Inga underarter finns listade i Catalogue of Life.

## Bildgalleri

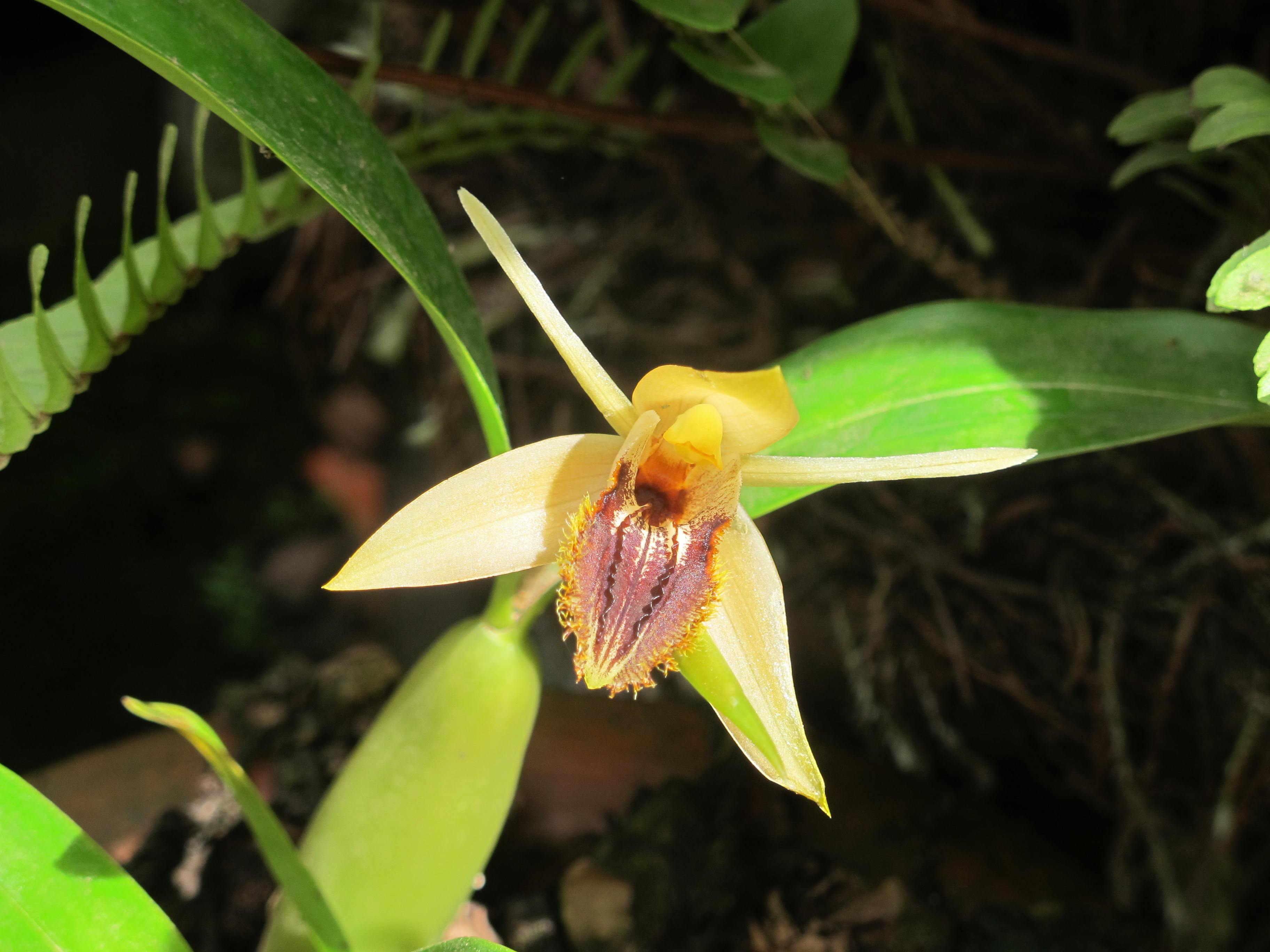
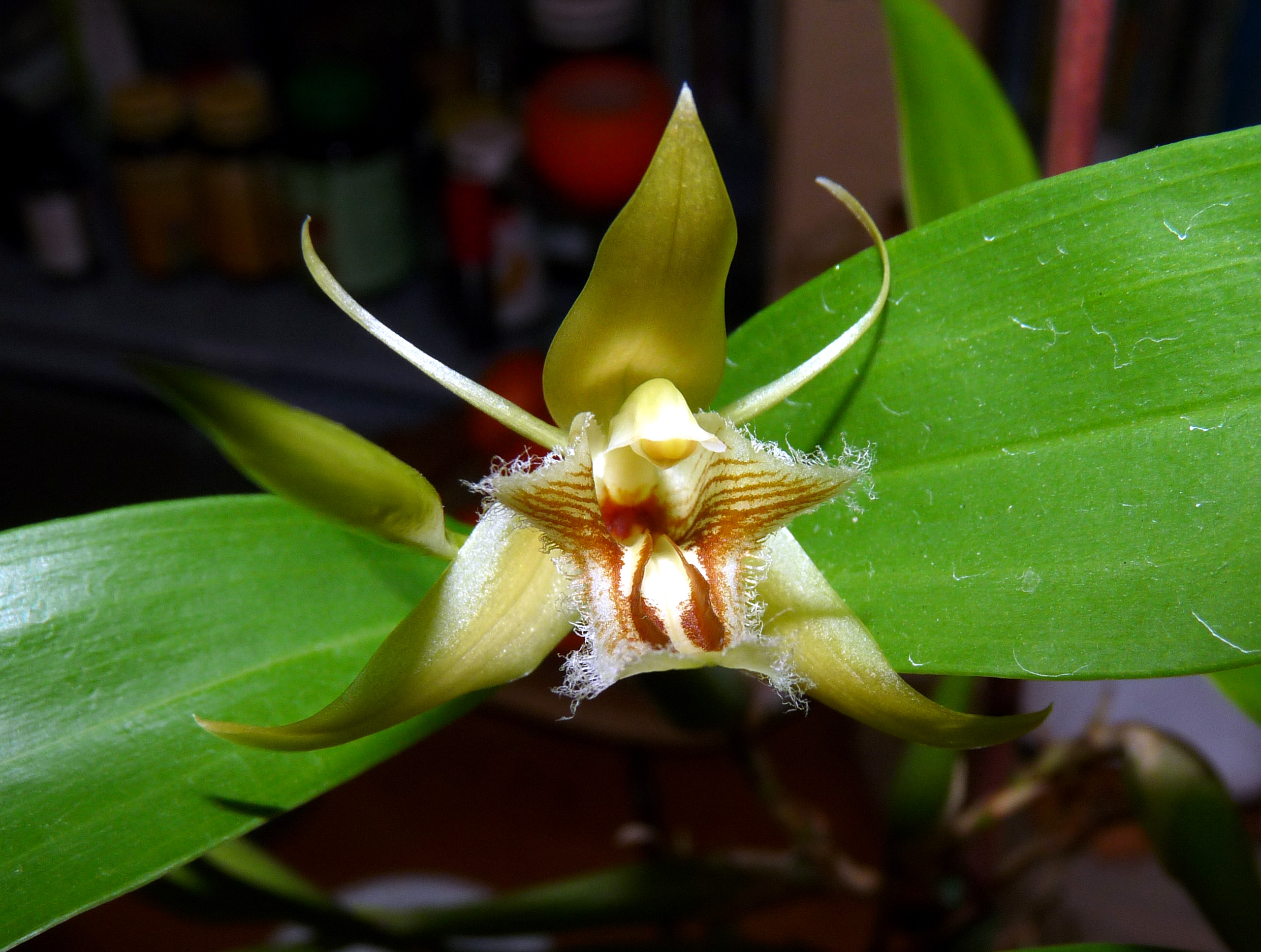
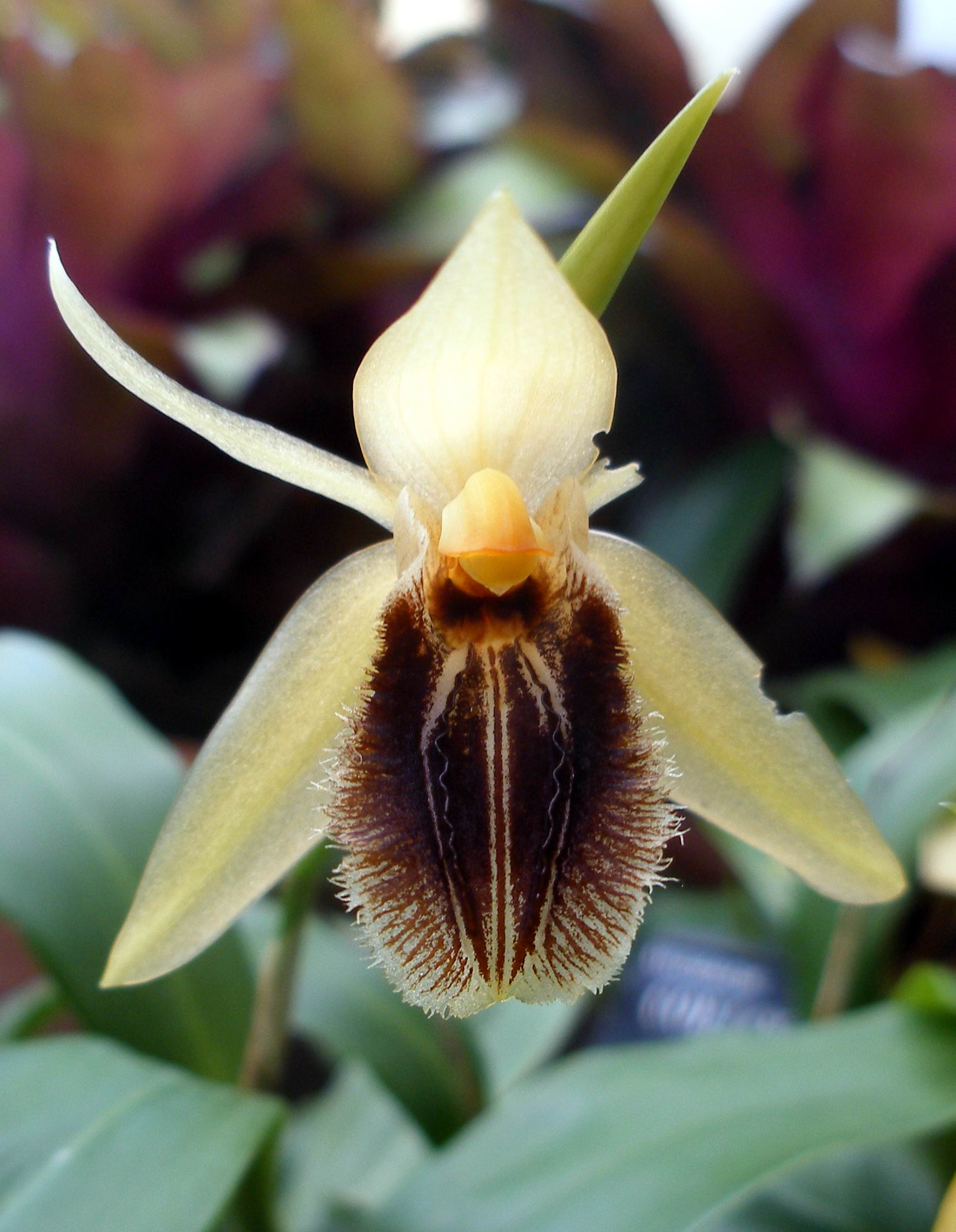